# Patrik Carlgren
Patrik Carlgren (* 8. Januar 1992 in Falun) ist ein schwedischer Fußballspieler. Der Torhüter spielte im Laufe seiner bisherigen Karriere in Schweden, Dänemark, der Türkei und Frankreich.
Bei der U-21-Europameisterschaft 2015 gewann Carlgren mit der schwedischen U-21-Nationalmannschaft den Titel, beim Elfmeterschießen im Endspiel avancierte er zum Titelhelden. Im folgenden Jahr debütierte er in der A-Nationalmannschaft, für die er als dritter Torhüter zum schwedischen Kader für die Europameisterschaftsendrunde 2016 gehörte.

## Werdegang

### Durchbruch in Schweden, U-21-Europameister und EM-Teilnahme
Carlgren spielte in der Jugend bei Samuelsdals IF, ehe er zum Falu FK wechselte. Dort debütierte er im Erwachsenenbereich. 2010 stieg er – vornehmlich noch Ersatzmann mit fünf Saisoneinsätzen – mit dem Klub über die Relegationsspiele in die viertklassige Division 2 auf. Nachdem er auch dort überzeugt hatte, wechselte er Anfang 2012 in die Superettan zu IK Brage. Hier war er als Ersatzmann und Nachfolger für Gerhard Andersson vorgesehen, der am Ende der Zweitliga-Spielzeit 2012 seine Karriere beendete. Bereits im Saisonverlauf bestritt er acht Partien, ehe er in der folgenden Spielzeit seinen Stammplatz bestätigte. Parallel spielte er sich in die schwedische U-21-Auswahlmannschaft.
Im Sommer 2013 verpflichtete der Erstligist AIK Carlgren als Perspektivspieler, beim mehrfachen schwedischen Meister unterzeichnete er einen bis 2016 laufenden Vertrag. Nach dem überraschenden Tod Ivan Turinas im Mai des Jahres war eine Torhüterposition im Kader neu zu besetzen. Bis zum Ende der Spielzeit 2013 war er hinter Kyriakos Stamatopoulos Ersatztorhüter, nach seinem Erstligadebüt kurz nach Beginn der folgenden Spielzeit im Mai 2014 gegen Halmstads BK löste er den kanadischen Konkurrenten zwischen den Pfosten ab. An der Seite von Nils-Eric Johansson, Nabil Bahoui, Martin Lorentzson und Per Karlsson belegte er mit der Mannschaft am Saisonende hinter Malmö FF und IFK Göteborg den dritten Tabellenrang und erreichte somit die Qualifikation zur UEFA Europa League 2015/16.
Im Sommer 2015 war Carlgren Stammtorhüter der U-21-Auswahlmannschaft, die bei der U-21-Europameisterschaft in Tschechien als Vorrundenzweiter das Endspiel gegen den Gruppensieger Portugal erreichte. Nachdem das Finalspiel nach Verlängerung Unentschieden stand, fiel die Entscheidung im Elfmeterschießen. Dort hielt er die Strafstöße von Ricardo Esgaio und William Carvalho und entschied somit das Spiel zu Gunsten der Skandinavier, die damit erstmals den Wettbewerb gewannen. Auch in der Spielzeit 2015 wiederholte er mit der Mannschaft den dritten Tabellenplatz, für seine guten Leistungen im Jahresverlauf wurde er neben Andreas Isaksson und Robin Olsen als bester Torhüter für die Fotbollsgalan nominiert und zudem für die Januartour der schwedischen Nationalmannschaft berufen, wo er in der Auswahlmannschaft debütierte. Beim 3:0-Erfolg über Finnland zwei Tage nach seinem 24. Geburtstag durch Tore von Emil Salomonsson, Melker Hallberg und den Erstliga-Torschützenkönig Emir Kujović blieb er ohne Gegentor. Bereits zuvor war er ab Herbst 2015 von Erik Hamrén zur A-Nationalmannschaft eingeladen worden, galt dabei aber jeweils nur als zweiter Ersatzmann.
Im Sommer 2016 berief ihn Hamrén neben seinen Konkurrenten um die Wahl zum besten Torhüter des Jahres 2015 als dritten Torhüter für den 23 Spieler starken Mannschaftskader für die EM-Endrunde in Frankreich. Neben dem bei Meister IFK Norrköping unter Vertrag stehenden Emir Kujović und Oscar Lewicki vom zur Sommerpause die Erstliga-Tabelle anführenden Malmö FF war er einer von drei in Schweden spielenden EM-Teilnehmern. Er kam in keinem der drei Turnierspiele der Schweden zum Einsatz, als die Auswahlmannschaft als Gruppenletzter hinter Italien, Belgien und Irland mit nur einem Punkt frühzeitig ausschied.

### Wechsel ins Ausland

#### Kurzaufenthalte in Dänemark und der Türkei
Nach Auslaufen seines Vertrages bei AIK Ende 2016 war Carlgren zunächst ohne Verein. Am Ende der Winterwechselperiode in Deutschland gab es Irritationen bezüglich eines geplatzten Wechsels zum seinerzeitigen Zweitligisten TSV 1860 München, da der Klub anscheinend den Spieler mit einem besser dotierten Angebot von einem Wechsel zum Ligakonkurrenten Eintracht Braunschweig abgebracht, aber seinerseits ein fristgerechtes Vorlegen der Wechselunterlagen bei der DFL verpasst hatte. Wenige Tage später unterzeichnete er einen bis zum Saisonende gültigen Kontrakt beim FC Nordsjælland in der dänischen Superliga. Am fünftletzten Spieltag debütierte er in der Meisterschaft und bestritt anschließend bis zum Saisonende alle Partien. Zwar stellte die Mannschaft mit dem im gesamten Saisonverlauf 23 Mal erfolgreichen Marcus Ingvartsen den Torschützenkönig, verpasste jedoch als Tabellenfünfter am Ende der Meisterschaftsrunde den Einzug in den Europapokal.
In der Sommertransferperiode 2017 verpflichtete der türkische Erstligisten Atiker Konyaspor Carlgren. Bei seinem neuen Verein blieb ihm jedoch nur die Rolle des Ersatztorhüters hinter der unumstrittenen Nummer 1 Serkan Kırıntılı. Erst am letzten Spieltag feierte er bei der 2:3-Auswärtsniederlage bei Fenerbahçe Istanbul sein Debüt in der Süper Lig, als der Klassenerhalt des Klubs bereits feststand. Zuvor war er jedoch vornehmlich nur im Pokalwettbewerb zum Einsatz gekommen, bei dem die Mannschaft im Viertelfinale gegen Galatasaray Istanbul verloren hatte. Trotz einer noch bis 2019 laufenden vertraglichen Vereinbarung signalisierte der Klub nach Saisonende, dass er bezüglich eines Vereinswechsels des Spielers verhandlungsbereit sei, und Carlgren deutete das Interesse mehrerer Klubs an.

#### Stammtorhüter in Dänemark
Im Sommer 2018 kehrte Carlgren schließlich nach Dänemark zurück, wo er beim Randers FC als Nachfolger des nach Aserbaidschan gewechselten Hannes Þór Halldórsson vorgesehen war. In der Spielzeit 2018/19 bestritt er alle 26 Spiele in der regulären Saison der Superliga sowie alle sechs Partien in der Abstiegsrunde. Als Gruppensieger qualifizierte sich die Mannschaft für die Qualifikationsspiele zur UEFA Europa League. Dort scheiterte sie erst im Endspiel gegen Brøndby IF, trotz zwischenzeitlicher 2:0-Führung stand am Ende eine 2:4-Niederlage zu Buche. In der folgenden Spielzeit bestritt er 24 Ligaspiele, nach einem Platzverweis gegen Brøndby IF wurde er während der Sperre von Jonas Dakir vertreten. Als Tabellensiebter verpasste der Klub die Meisterschaftsrunde, in der Abstiegsrunde qualifizierte er sich jedoch erneut für die Europapokalqualifikation. In der wegen der COVID-19-Pandemie verkürzten Ausscheidung war jedoch gegen Odense BK bereits in der ersten Runde Schluss.
Im Februar 2021 verlängerte Carlgren seinen Vertrag bis 2024. Auch in den folgenden Jahren blieb er Stammtorhüter des dänischen Klubs, mit dem er sich regelmäßig für die Meisterschaftsrunde qualifizierte. In der Spielzeit 2023/24 reichte es nur zur Abstiegsrunde, als dortiger Gruppensieger spielte er mit der Mannschaft am Saisonende im Playoff um die Teilnahme an der UEFA Conference League gegen den FC Kopenhagen. Mit einer 1:2-Niederlage wurde die Europapokalqualifikation verpasst, mit Auslaufen des Vertrags verließ er anschließend den Klub.

#### Wechsel in die Ligue 1
Ende August 2024 nahm der französische Erstligist FC Nantes Carlgren unter Vertrag, der den zu Olympique Lyon gewechselten Rémy Descamps als Nummer 2 hinter Alban Lafont ersetzen sollte. Nachdem der Klub im ersten Drittel der Spielzeit 2024/25 in den Abstiegsbereich gerutscht war, tauschte Cheftrainer Antoine Kombouaré Ende November auf der Torwartposition. Beim 1:1-Remis des Klubs im Auswärtsspiel bei Paris Saint-Germain im Pariser Parc des Princes debütierte Carlgren am 30. November in der höchsten französischen Spielklasse und blieb anschließend zwischen den Pfosten.

## Erfolge

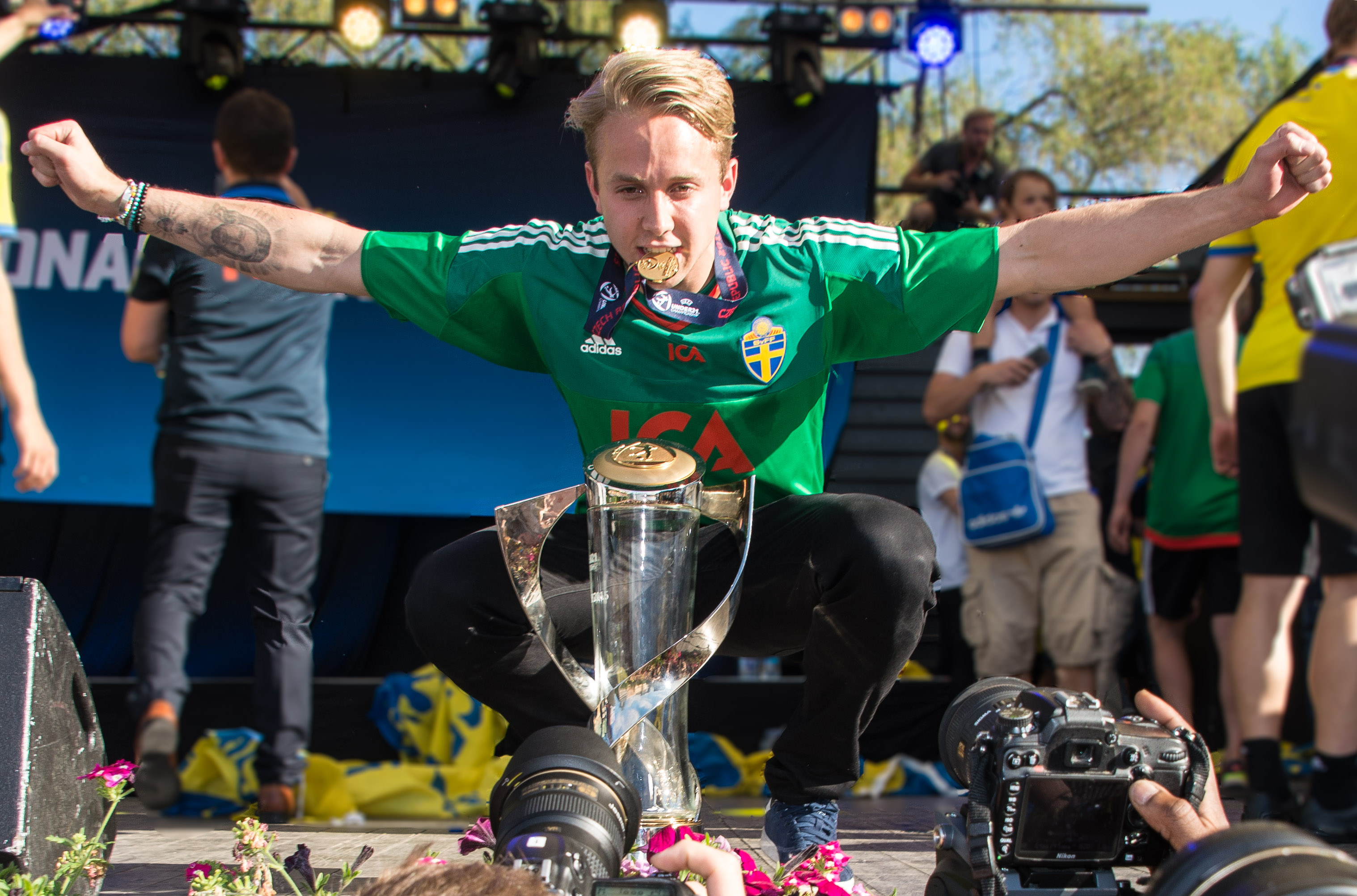
Carlgren jubelt mit Goldmedaille und EM-Pokal

- U-21-Europameister: 2015